# Torbjörn Nilsson
Torbjörn Anders Nilsson (9 de julio de 1954) es un exfutbolista sueco, actualmente ejerce de entrenador del Kopparbergs. Se desempeñaba como delantero y está considerado uno de los mejores jugadores de la historia de la selección de fútbol de Suecia.

## Clubes

### Jugador
| Club                 | País             | Año       |
| -------------------- | ---------------- | --------- |
| Jonsereds IF         | Suecia           | 1971-1974 |
| IFK Göteborg         | Suecia           | 1975-1976 |
| PSV Eindhoven        | Países Bajos     | 1976-1977 |
| IFK Göteborg         | Suecia           | 1977-1982 |
| 1. FC Kaiserslautern | Alemania Federal | 1982-1984 |
| IFK Göteborg         | Suecia           | 1984-1986 |
| Jonsereds IF         | Suecia           | 1988-1990 |

### Entrenador
| Club               | País   | Año       |
| ------------------ | ------ | --------- |
| Örgryte IS         | Suecia | 1991-1993 |
| IK Oddevold        | Suecia | 1994-1995 |
| Västra Frölunda IF | Suecia | 1997-1999 |
| BK Häcken          | Suecia | 2001      |
| Suecia Sub-21      |        | 2002-2004 |
| Kopparbergs        | Suecia | 2008-     |

- Datos: Q946919
- Multimedia: Torbjörn Nilsson / Q946919